# 112 Іфігенія
112 Іфігенія (112 Iphigenia) — астероїд головного поясу, відкритий 19 вересня 1870 року.